# Andreas Ottl
Andreas Ottl, född den 1 mars 1985 i München, är en tysk före detta fotbollsspelare. 
Ottl spelade senast för FC Augsburg där han hade rollen som defensiv mittfältare. Tidigare spelade han i Hertha BSC Berlin dit han värvades från Bayern München sommaren 2011. Andreas Ottl gjorde i Bayern fem mål på 92 ligamatcher.